# Astragalus fragiferus
Astragalus fragiferus es una especie de planta del género Astragalus, de la familia de las leguminosas, orden Fabales.

## Distribución
Astragalus fragiferus se distribuye por Irán.

## Taxonomía
Fue descrita científicamente por Bunge. Fue publicada en Mém. Acad. Imp. Sci. St.-Pétersbourg, Sér. 7. 11(16): 72 (1868); 15(1): 119 (1869).